# グルカール
グルカール（英語: glucal）は、グルコースから生成するグリカルで、様々なオリゴ糖の合成中間体である。
グルカールとその誘導体はフェリエ転位を用いて、他の有用な糖に変換することができる。